# Yuniel Hernández
Yuniel Hernández (Yuniel Hernández Solar; * 28. März 1981 in Caimito) ist ein ehemaliger kubanischer Hürdenläufer, der sich auf die 110-Meter-Distanz spezialisiert hatte.
2000 siegte er bei den Leichtathletik-Juniorenweltmeisterschaften in Santiago.
Bei den Leichtathletik-Weltmeisterschaften 2001 in Edmonton erreichte er das Halbfinale. 2003 siegte er bei den Panamerikanischen Spielen in Santo Domingo.
2004 wurde er bei den Leichtathletik-Hallenweltmeisterschaften in Budapest Fünfter über 60 m Hürden und schied bei den Olympischen Spielen in Athen im Viertelfinale aus.

## Persönliche Bestzeiten
- 50 m Hürden (Halle): 6,56 s, 4. Februar 2001, Stuttgart
- 60 m Hürden (Halle): 7,54 s, 20. Februar 2002, Piräus
- 110 m Hürden: 13,26 s, 13. Juli 2001, Salamanca